# Artur de Sousa
Artur de Sousa, mais conhecido por Pinga (Funchal, 30 de julho de 1909 — Porto, 12 de julho de 1963), foi um futebolista português, nascido na Madeira. É considerado um dos melhores futebolistas portugueses de todos os tempos.

## Títulos
FC Porto
- Campeonato de Portugal: 1931–32, 1936–37
- Primeira Divisão: 1934–35, 1938–39, 1939–40